# Hvalba
Hvalba (duń. Kvalbø) – miasto na Wyspach Owczych, na wyspie Suðuroy. Liczyło 654 mieszkańców (2007). Obecnie (I 2015 r.) posiada 638 mieszkańców.

## Krótki opis
Ośrodek turystyczny. W mieście istnieje stowarzyszenie piłkarskie pod nazwą "Royn".

## Demografia
Według danych Urzędu Statystycznego (I 2015 r.) jest osiemnastą co do wielkości miejscowością Wysp Owczych.